# S3 (Band)
S3 ist eine österreichische Band aus Wien. Im Jahr 2013 war die Band für den Amadeus Austrian Music Award in der Kategorie HipHop/R’n’B nominiert.

## Diskografie
- 2012: Supa Soul Sh*t (Album, Melting Pot Music)